# Maryia Mamashuk
Maryia Mamashuk est une lutteuse biélorusse née le 31 août 1992.

## Carrière
Elle est sacrée championne d'Europe en 2016  dans la catégorie des moins de 69 kg.

## Palmarès

### Jeux olympiques
- Médaille d'argent dans la catégorie des moins de 63 kg en 2016 à Rio de Janeiro

### Championnats d'Europe
- Médaille d'or dans la catégorie des moins de 69 kg en 2016 à Riga
- Médaille d'argent dans la catégorie des moins de 69 kg en 2017 à Novi Sad
- Médaille d'argent dans la catégorie des moins de 63 kg en 2014 à Vantaa

### Jeux européens
- Médaille de bronze dans la catégorie des moins de 63 kg en 2015 à Bakou

### Universiade
- Médaille de bronze dans la catégorie des moins de 63 kg en 2013 à Kazan